# Chapelle Saint-Nicolas de Doyon
Pour les articles homonymes, voir Chapelle Saint-Nicolas.
La chapelle Saint-Nicolas est un édifice religieux catholique classé situé dans le hameau de Doyon faisant partie de la commune de Havelange en province de Namur (Belgique).

## Situation
L'édifice est situé sur une hauteur arborée au sud du hameau condrusien de Doyon, à environ 150 mètres au sud du château de Doyon. La chapelle jouxte un vieux tilleul et d'autres arbres faisant de ce lieu un site remarquable.

## Historique
La chapelle initialement dédiée à Saint-Jean l'Évangéliste a été vraisemblablement érigée au cours du XIe siècle dans le style roman. Elle fait alors fonction de chapelle d’hôpital ou de relais. Vers 1660, l'édifice devient un oratoire publique consacré à Saint-Nicolas. C'est à cette époque que le tilleul est planté devant la chapelle. La sacristie est ajoutée par la famille de Volder en 1834. La chapelle est restaurée vers 1920 par le père Braun, religieux de l'abbaye de Maredsous.

## Description

### Chapelle
La chapelle romane d'une longueur d'environ 12 mètres comprend une seule nef et un chevet droit de longueur, largeur et hauteur légèrement inférieure aux dimensions de la nef. Elle est aussi flanquée d'une sacristie latérale du côté nord. L'édifice est réalisé en pierres calcaires parsemées de moellons de grès, les deux matériaux les plus communs du Condroz. Le chevet a la particularité de présenter des murs à angles droits à l'extérieur et un chœur semi-circulaire à l'intérieur. La toiture d’ardoises est caractérisée par la présence d’un clocheton carré surmonté d’une flèche octogonale en ardoises avec croix au sommet. Les baies cintrées (porte d'entrée et baies à vitraux) datent de restaurations du XIXe siècle et XXe siècle et ont été refaites dans le style roman d’origine.

### Tilleul
Planté vers 1660 une dizaine de mètres à l'ouest devant la chapelle, la ramure de ce tilleul mesurait à la fin des années 1970 approximativement 27 mètres et sa circonférence de tronc plus de 8 mètres (à une hauteur de 1,5 m). Une taille excessive réalisée en 1983 a mis la survie de cet arbre tricentenaire en danger. Un fort vent l'a endommagé en 2000. En 2004, l’arbre a bénéficié d’un dispositif de stabilisation financé par le Petit Patrimoine Populaire Wallon » en vue de sa sauvegarde qui semble être en bonne voie.

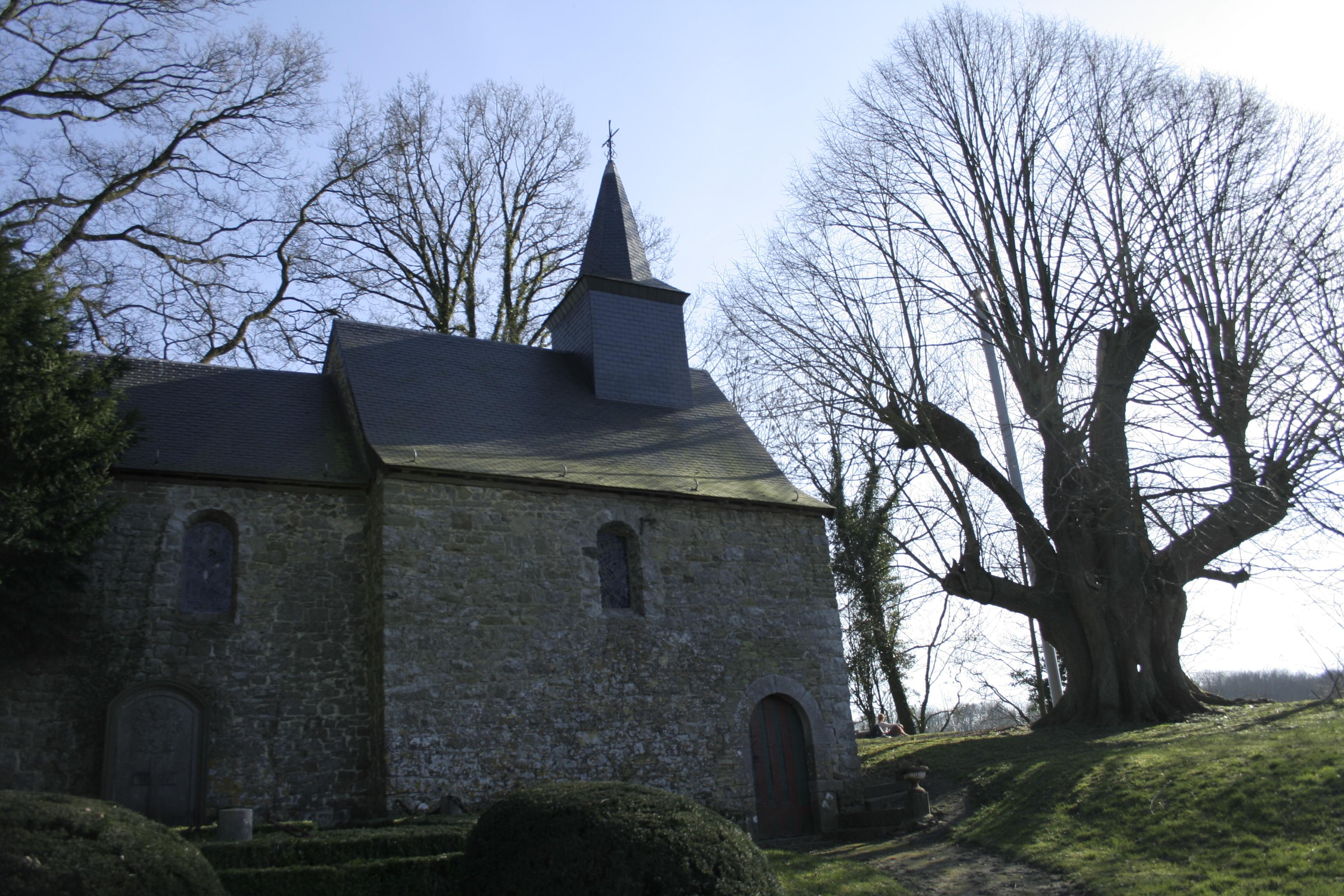
La chapelle Saint-Nicolas et le tilleul en avril 2007

## Classement
La chapelle Saint-Nicolas, à Doyon ainsi que l'ensemble formé par cette chapelle et ses abords sont classés depuis le 5 janvier 1977 et repris sur la liste du patrimoine immobilier classé de Havelange.